# Benny Perrin
Jesse Bennett „Benny“ Perrin (* 20. Oktober 1959 in Orange County, Kalifornien; 3. Februar 2017 in Decatur, Alabama) war ein US-amerikanischer American-Football-Spieler. Er spielte vier Saisons auf der Position des Safeties für die St. Louis Cardinals in der National Football League (NFL).

## Leben
Perrin besuchte die Decature High School, wo er ein Footballstar war. Im Anschluss ging er an die University of Alabama, wo er von 1978 bis 1981 College Football spielte. Dort gewann er zwei Mal die nationale Meisterschaft und war Starter in seinen letzten beiden Saisons. Im NFL Draft 1982 wurde er in der dritten Runde von den St. Louis Cardinals ausgewählt. In seiner ersten Saison wurde er ins All-Rookie-Team gewählt. Er spielte drei weitere Saisons und wurde 1984 als Alternativspieler für den Pro Bowl nominiert. In seiner Karriere gelangen ihm neun Interceptions. Nach der Karriere litt er unter Kopfschmerzen und verschwommener Sicht. Er war einer von 4500 ehemaligen Spielern, die die NFL erfolgreich verklagten. Am 3. Februar 2017 verstarb er nach Suizid mit einer Schusswaffe.